# Paquirea
Paquirea é um género monótipo de plantas com flores pertencentes à família Asteraceae. A sua única espécie é Paquirea lanceolata.
A sua área de distribuição nativa é no Peru.